# 許金木
許金木（1959年5月16日—），高雄縣美濃人，就讀台南市協進國小，小學五年級時獲選為七虎少棒隊國手, 六年级時再獲选為巨人少棒隊國手, 外號「二齒」，當時隊上還有徐生明，葉志仙，李居明，凃忠男，李文瑞，魏景林等好手。
1971年美國威廉波特球場上的世界少棒冠軍賽中，許金木掛帥主投，第一局下半控球不穩，一人出局，連續二名球員上壘，此時中視轉播員郭慕儀正在介紹第四棒超級球員麥克林登，黑人小將麥克林登第一球即揮出一支三分全壘打，此後巨人隊總教練方俊靈教練指示遇到麥克林登全以故意四壞球保送，巨人隊則先追平比數，六局結束，雙方3比3平手。
比賽進入延長賽，第九局上半麥克林登心情浮燥，暴投與捕手漏接連連，巨人一舉攻下9分，最後以12比3大逆轉贏得第二十五屆威廉波特少棒賽冠軍，比賽結束時，許金木將捕手涂忠男抱起。1974年進入台北市華興中學青少棒隊。後來因為手臂過度使用，退出棒壇。進入台南縣宏和精密紡織擔任技術員，再任赤崁紡織任專員。